# James Bellamy
James Francis „Jim“ Bellamy (* 11. September 1881 in Bethnal Green, London; † Juni 1969 in Chadwell Heath, Greater London) war ein englischer Fußballspieler und -trainer.
Mit dem FC Barcelona gewann er 1929 als Trainer die erste ausgetragene spanische Meisterschaft.

## Karriere
Als Spieler war Bellamy für verschiedene Football-League-Klubs als Außenstürmer aktiv, unter anderem für Woolwich Arsenal (von 1903 bis 1907), dem schottischen FC Dundee (mind. 1910), mit dem er im Jahr 1910 den schottischen Pokal gewann, für den FC Burnley (von 1912 bis 1913) und für den FC Fulham (1914).
Nachdem er später als Trainer zunächst in Deutschland und später in Italien bei Brescia Calcio betreut hatte, kam Bellamy am 26. März 1929 zum FC Barcelona. Dort hatte eine neue Vereinsführung gerade den amtierenden Trainer Romà Forns geschasst. Bellamy übernahm seine Position zum siebenten Spieltag der Primera División 1929; Barcelona war zu diesem Zeitpunkt Achter im Feld von zehn Mannschaften mit fünf Punkten Rückstand auf den Ersten. Forns verblieb als Assistenztrainer. Er führte den FC Barcelona im weiteren Saisonverlauf zum Gewinn der ersten Spanischen Meisterschaft der Vereinsgeschichte. Ferner gewann er in den Jahren 1930 und 1931 die katalanische Meisterschaft. Nach der national enttäuschend verlaufenden Saison 1930/31, in der Barça bereits im Achtelfinale des spanischen Pokals ausschied und nur Vierter der Liga wurde, wurde Bellamy nach dem Ende dieser Saison durch Jack Greenwell ersetzt. In Bellamys Amtszeit fällt auch Barças höchste Liga-Niederlage: am 8. Februar 1931 verlor man beim von Fred Pentland trainierten  Athletic Bilbao, Meister  1930 und 1931, mit 1:12.

## Erfolge
Spieler:
- Schottischer Pokalsieger: 1909/10

Trainer:
- Spanische Meisterschaft: 1929
- Katalanische Meisterschaft: 1929/30, 1930/31